# Lista dos secretários de estado nas províncias de Moçambique
Esta é uma lista dos actuais Secretários de Estado nas onze províncias de Moçambique.
| Província        | Secretário de Estado            |
| ---------------- | ------------------------------- |
| Cabo Delgado     | Fernando Bemane de Sousa        |
| Gaza             | Jaime Bessa Augusto Neto        |
| Inhambane        | Benedita Donaciano Lopes        |
| Manica           | Lourenço Mateus Lindonde        |
| Maputo Cidade    | Vicente Joaquim                 |
| Maputo Província | Henriques Bongence              |
| Nampula          | Plácido Nerino Pereira          |
| Niassa           | Silva Fernando Livone           |
| Sofala           | Manuel Rodrigues                |
| Tete             | Cristina de Jesus Xavier Mafumo |
| Zambézia         | Avelino Pinto Muchine           |

O cargo de Secretário de Estado foi criado no seguimento da revisão constitucional de 2018 e da nova legislação sobre descentralização de 2018 e 2019. O Secretário de Estado na província representa o governo central e é nomeado e empossado pelo Presidente da República. Na nova legislação os governadores provinciais passaram a ser eleitos pelo voto popular.